# Skeleton

Pictograma

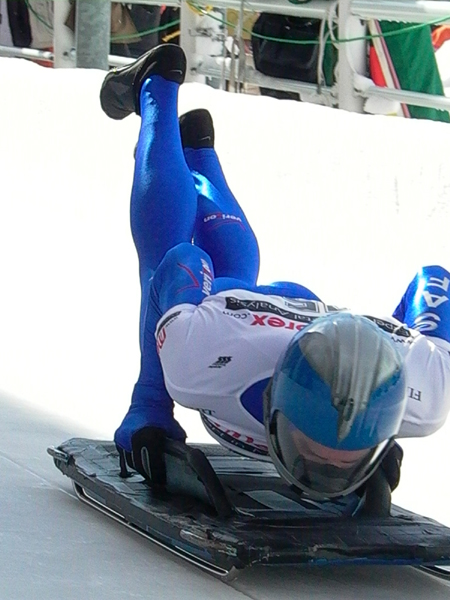
Practicante de skeleton

El skeleton (trineo simple o sencillo) es un deporte olímpico de invierno que, junto al bobsleigh y al luge, representa una de las distintas modalidades de descenso en trineo.

## Historia
El trineo simple es la modalidad más antigua de las tres que existen en el trineo. Nació como tal a fines del siglo XIX en St. Moritz, Suiza, cuando un inglés llamado Child introdujo un nuevo trineo de metal cuya forma recordaba a un esqueleto humano, de ahí su nombre. De forma oficial se empezó a practicar en el Club Alpino de Königssee, en Alemania, donde está la pista de skeleton más antigua que existe.

## Características
Al igual que en el luge y en el bobsleigh, en el skeleton es muy importante la salida, que tiene que ser explosiva para ganar la mayor velocidad posible antes del descenso, de ahí que se utilice un calzado especial con la máxima adherencia. Una vez alcanzada velocidad en los primeros 50 metros, el piloto-resbalador se coloca boca abajo en el trineo, con la cabeza por delante, procurando que su postura sea lo más aerodinámica y plana posible.
Otra característica importante es que no existe un volante o timón para afrontar las curvas, sino que es el propio resbalador el que carga su peso hacia un lado u otro según la dirección que deba tomar el trineo.
El casco que se utiliza tiene una protección especial en la barbilla, ya que la cara del resbalador pasa muy cerca del suelo. Los trajes que se utilizan actualmente están fabricados con fibras sintéticas. 
A diferencia del luge o el bobsleigh, en el skeleton solo existe la modalidad individual, y las competiciones se celebran en dos mangas, sumándose los tiempos conseguidos en ambas y ganando el resbalador que totalice el menor tiempo.
Como deporte olímpico ha tenido un desarrollo peculiar, pues tras debutar en los Juegos Olímpicos de 1928 celebrados precisamente en St. Moritz, luego desapareció del programa, para retornar en 1948 cuando los Juegos se celebraron otra vez en St. Moritz. Tras esta cita volvió a desaparecer del programa durante nada menos que 54 años. Retornó en los Juegos Olímpicos de Salt Lake City 2002, y ha continuado en los de Turín 2006. La competición se celebra tanto en categoría masculina como femenina.
En 2002 los campeones fueron Jim Shea de Estados Unidos en categoría masculina, y Tristan Gale, también de Estados Unidos, en la femenina. En Vancouver 2010, la ganadora en categoría femenina fue Amy Williams.
Igual que en el luge y el bobsleigh, las instalaciones para practicar skeleton (que en algunos casos suelen ser las mismas para luge y bobsleigh) son de difícil mantenimiento por su alto costo, por lo que un reducido grupo de países son quiénes practican este deporte. Estos países son principalmente Alemania, Suiza, Gran Bretaña, Estados Unidos y Canadá.

## El skeleton en España
A pesar de que España es un país que carece de tradición en esta modalidad deportiva, en los Juegos Olímpicos de Vancouver 2010, el barcelonés Ander Mirambell se convierte en el primer atleta de esta nacionalidad en competir en skeleton. Alcanzaría una discreta 24.ª posición, pero conseguiría repetir en las dos siguientes citas olímpicas, 26.os en los juegos de Sochi 2014 y 23.os Pyong Chang 2018. En categoría femenina María Montejano también ha representando a España en la élite del skeleton internacional.